# Ostrygojad (zwyczajny)
Ostrygojad (zwyczajny) (Haematopus ostralegus) – gatunek średniej wielkości ptaka brodzącego z rodziny ostrygojadów (Haematopodidae). Bliski zagrożenia wyginięciem.

## Podgatunki i zasięg występowania
Międzynarodowy Komitet Ornitologiczny wyróżnia 4 podgatunki:
- ostrygojad (zwyczajny)[3] (H. o. ostralegus) – Islandia, Skandynawia, Wielka Brytania, wybrzeża zachodniej i południowej Europy
- H. o. longipes – Ukraina i Turcja po centralną Rosję i zachodnią Syberię
- H. o. buturlini – zachodni Kazachstan po północno-zachodnie Chiny
- ostrygojad kamczacki[3] (H. o. osculans) – Kamczatka, Korea, północno-wschodnie Chiny

Autorzy Kompletnej listy ptaków świata uznają też piąty podgatunek, w niektórych ujęciach systematycznych traktowany jako odrębny gatunek:
- ostrygojad kanaryjski[3]  (H. o. meadewaldoi) – takson wymarły, Wyspy Kanaryjskie

Za podgatunek ostrygojada bywał też niekiedy uznawany ostrygojad nowozelandzki (Haematopus finschi).
Ostrygojady żyjące na południe od Wielkiej Brytanii są osiadłe. Wędrujące populacje przemieszczają się tylko wzdłuż wybrzeża. Przeloty wiosenne odbywają się w marcu i kwietniu, a jesienne w sierpniu i wrześniu.
W Polsce to skrajnie nieliczny ptak lęgowy. Gniazduje na wybrzeżu w ujściach rzek Wisły i Redy oraz w delcie Świny, natomiast w głębi lądu – na środkowej Wiśle pomiędzy ujściami Sanny i Pilicy, w ujściu Warty koło Słońska i na dolnej Odrze między Gozdowicami a Piaskiem. W trakcie wędrówek spotykany liczniej na wybrzeżu (zwłaszcza nad Zatoką Gdańską przy ujściach Wisły i Redy) niż w głębi lądu; wyjątkowo obserwowany zimą.

## Morfologia
Cechy gatunkuBrak wyraźnego dymorfizmu płciowego. W szacie godowej wierzch ciała, głowa i szyja oraz obrzeżenie białego ogona czarne, reszta ciała biała. Prosty, długi dziób z krótszą żuchwą karminowy, nogi krwistoczerwone. W szacie spoczynkowej ptaków dorosłych i młodych u podgatunków palearktycznych pojawia się biała półobroża na podgardlu. Nogi stają się różowe. Osobniki młodociane podobne do dorosłych w szacie spoczynkowej, jednak kolor czarny zastąpiony jest przez ciemny brąz lub popiel, a na grzbiecie znajdują się ciemnobrunatne i żółte plamy. Poza tym brązowy dziób i szare łapy. W locie widać szeroki biały pas ciągnący się przez skrzydła.
Wymiary średniedługość ciała ok. 40–47,5 cm (u ptaków podgatunku nominatywnego)
rozpiętość skrzydeł ok. 80 cm
masa ciała (H. o. ostralegus): u samca 425–805 g, u samicy 445–820 g

## Ekologia i zachowanie
Środowiskiem życia ostrygojadów są wybrzeża mórz, jezior i rzek o rzadkiej roślinności oraz pola, które mogą być nawet dość daleko od wody. Zimuje z reguły na morskich wybrzeżach. Bardzo rzadko można je zobaczyć w głębi lądu. W Europie Środkowej lęgnie się na słonych łąkach i wydmach na wybrzeżu. Coraz częściej spotykany na łąkach, pastwiskach, w obniżeniach terenu, a nawet na płaskich dachach.
Wydaje dźwięczne „kwip kwip”, a sygnałem ostrzegawczym jest głośne „pik pik” kończone długim trelem. Często się odzywa i jest głośny.

### Pożywienie
Pożywieniem ostrygojadów są głównie małże i ślimaki. W estuariach najchętniej jedzą wieloszczety (Polychaetea) i skorupiaki (Crustacea). W głębi lądu jedzą również dżdżownicowate i larwy bezkręgowców, w tym koziułkowatych i gąsienice. Używając dzioba pełniącego funkcję dźwigni, potrafią zręcznie otwierać muszle omułków. Kształt dzioba ulega pewnym modyfikacjom w zależności od rodzaju zdobywanego pokarmu – spiczasty szydłokształtny u ptaków grzebiących w szlamie lub na lądzie szukających robaków, tępy i młotkowaty u tych rozdziobujących małże, a miseczkowato rozszerzony mają te, które rozcinają mięsień trzymający obie połówki muszli małży.

### Lęgi

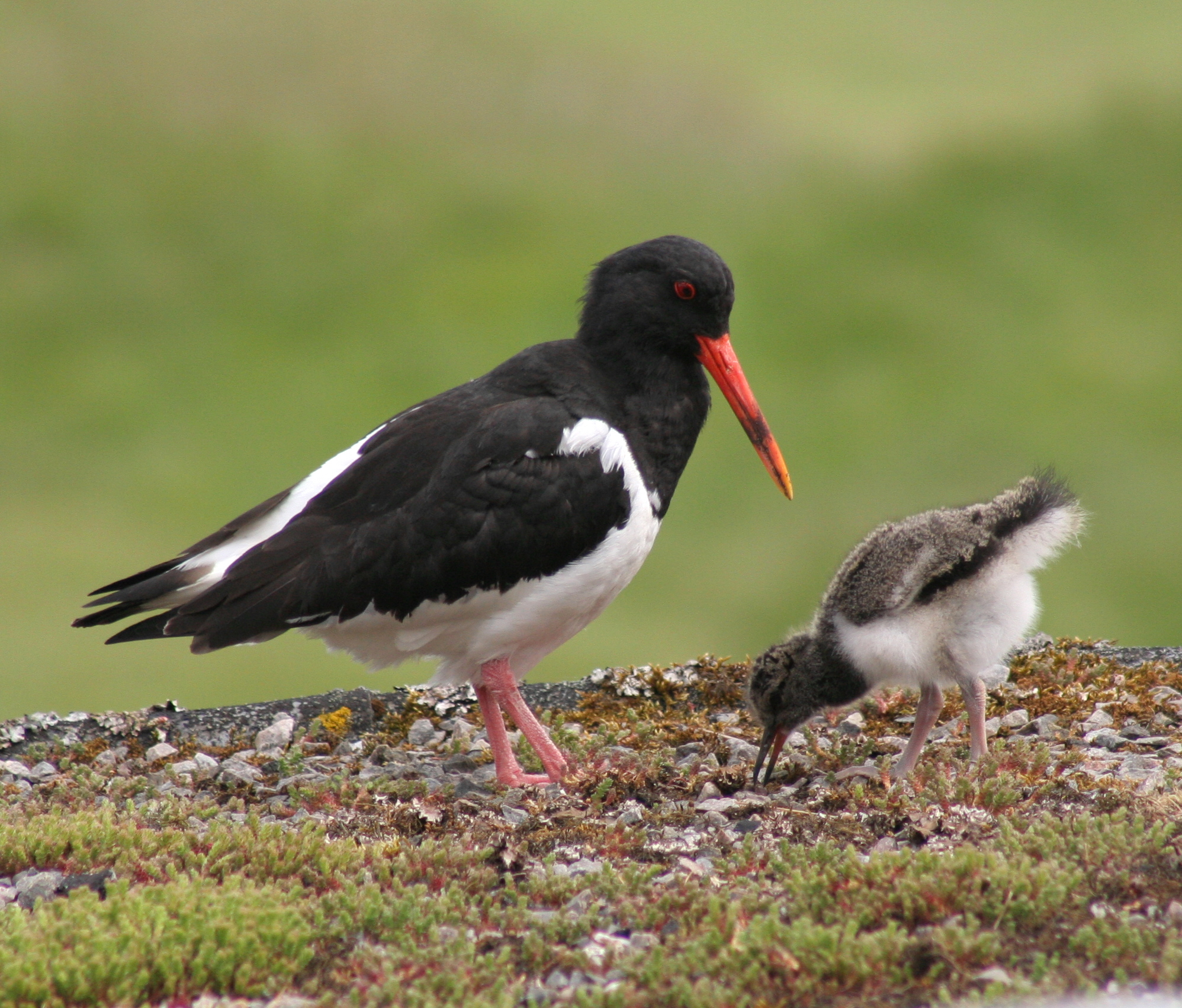
Dorosły H. o. ostralegus ze swoim pisklęciem (Szkocja)

TokiPodczas toków w styczniu i lutym ptaki wykazują charakterystyczne zachowanie. Stają sztywno z wyciągniętą szyją, biegają jeden obok drugiego lub gęsiego, ścigają się albo latają w specyficzny sposób bez przerwy, wydając melodyjne okrzyki. Samce nawołują samice nawet przez parę tygodni, aż znajdą chętną samicę. Pary łączą się ze sobą na długo (nawet na całe życie) – odnotowano wierność stadła i przywiązanie do gniazda przez 10 lat. Więzi utrzymują przez wspólne nawoływania i kopulacje.
GniazdoGniazda na ziemi, przy brzegu, zawsze w pobliżu wody. To jamka wygrzebana w piasku lub żwirze, między kamieniami, a niekiedy nawet w mule otoczone skorupkami omułek. Gniazdują grupowo, a gniazda są dość blisko siebie. Każda para aktywnie broni jednak swojego rewiru.
W lutym i marcu opuszczają resztę grupy w poszukiwaniu własnego terytorium. Ich granice wyznaczają za pomocą tzw. turnieju treli, wykonywanego zarówno przez samce, jak i samice. Gdy zbliży się intruz, od razu któryś z partnerów do niego przybiega i z wyciągniętą szyją, pochylonym do dołu dziobem i nastroszonymi na karku piórami zaczyna wołać. Jednocześnie kiwa się na boki i obraca wokół własnej osi. Gdy to nie przynosi skutku, rywale biegną naprzeciw siebie, krzyczą, stykają się i odbiegają z powrotem. Jest to rytuał odstraszający nieproszonych gości przy uniknięciu prawdziwej walki. Do takich zachowań może też dochodzić między sąsiadującymi ze sobą parami ostrygojadów.

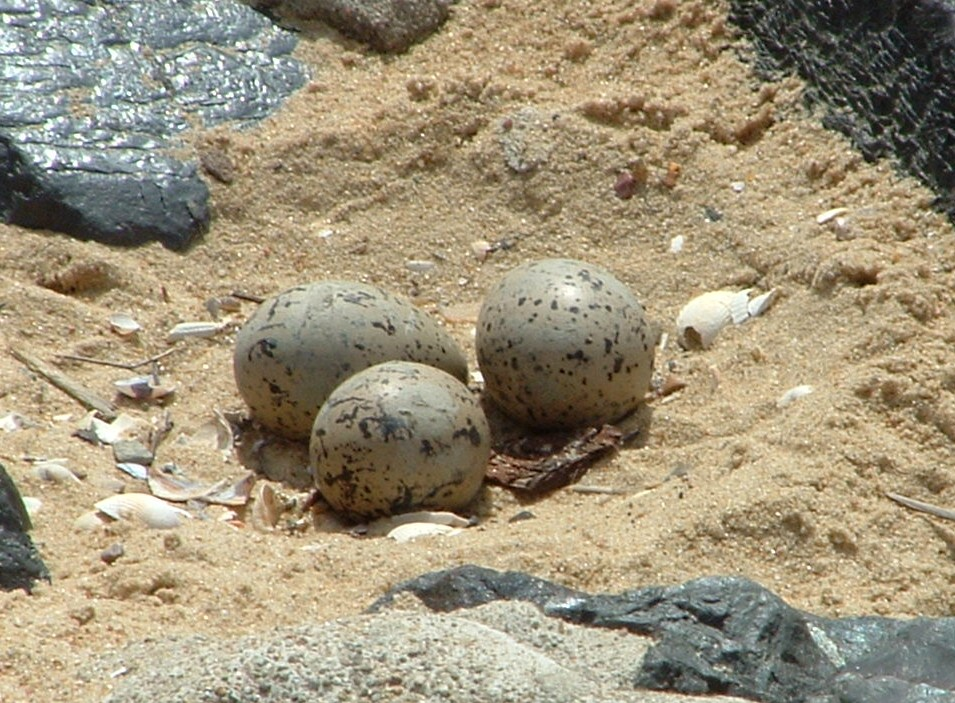
Gniazdo ostrygojada

JajaW ciągu roku wyprowadza jeden lęg, składając w kwietniu–maju 2 do 5 (zwykle 3 do 4) piaskowożółtych jaj w nieregularne czarne plamki.
Okres lęgowyJaja wysiadywane są od zniesienia pierwszego jaja przez okres 24–28 dni przez obydwoje rodziców. Pisklęta opuszczają gniazdo zaraz po wykluciu. Mają szarożółty puch na grzbiecie z delikatnym czarnym prążkowaniem, a brzuch białawy. Są wprawdzie zagniazdownikami, ale rodzice początkowo przynoszą im pokarm, latając za nim dość daleko. Od nich też muszą nauczyć się techniki zdobywania pokarmu, w przeciwieństwie do większości siewek. Dopiero po pewnym czasie wyprowadzają młode na wodę. Zdolność do lotu, jak i do samodzielnego przyjmowania pokarmu, uzyskują w 5. tygodniu życia. W czasie wędrówek i zimą tworzą duże grupy na wybrzeżu. Dojrzałość płciową osiągają w wieku 3 lat. Mimo to ptaki te nie lęgną się co roku, spędzając wtedy cały czas w stadzie. Lęgnące się w danym roku ostrygojady nadal utrzymują więzi z nielęgnącą resztą stada i dołączają do niego, gdy drugi partner wysiaduje jaja.
Według danych z 2014, najstarszy znany osobnik przeżył przynajmniej 43 lata.

## Status, zagrożenia i ochrona
W Czerwonej księdze gatunków zagrożonych IUCN ostrygojad klasyfikowany jest jako gatunek bliski zagrożenia (NT, Near Threatened). Według danych z 2014–2019, populacja zmniejsza się. Między latami 60. a 90. XX wieku populacja ostrygojadów podgatunku nominatywnego wzrastała, potem zaczęła maleć. Wedle danych z 2014 populacja ptaków H. o. longipes jest stabilna, za to trend populacji dla H. o. osculans nie jest znany. Głównym zagrożeniem dla tych ptaków jest nadmierny połów owoców morza i tym samym zanik pokładów omułek i sercówkowatych, jakie pojawiają się na plażach między pływami. Zagraża mu również wykopywanie bezkręgowców jako przynęt, niszczenie środowiska przez zanieczyszczenia, niepokojenie przez człowieka (m.in. budowy i rekreację), budowa grobli, rozwój portów, wycieki olejów, budowa elektrowni wiatrowych oraz ograniczanie naturalnych wylewów rzek. We wschodnich Chinach sadzenie Spartina alterniflora może powodować utratę obszarów do żerowania i rozrodu. Zagrożeniem dla gniazd, jaj i piskląt jest intensywne koszenie traw oraz nadmierny wypas.
W niektórych obszarach podnosi się poziom wód morskich, przez co postępuje erozja wybrzeży i tym samym niszczeje zdatny do żerowania i rozrodu obszar. We Francji poluje się na ostrygojady, jednak nie jest znany wpływ tego na populację. W Chinach prawdopodobnie jaja są zbierane przez osoby niemające wystarczającej ilości środków do życia. Jaja i młode ostrygojadów są zjadane przez krukowate, mewowate, wizony, psy i lisy.
W Polsce ostrygojad podlega ochronie gatunkowej ścisłej. W latach 2013–2016 liczbę par lęgowych na terenie kraju szacowano na 20–35. Na Czerwonej liście ptaków Polski uznany za gatunek narażony (VU).